# Paulo Lukamba Gato
Armindo Lucas Paulo Lukamba "Gato" (Bailundo, 13 de maio de 1954) é um político, diplomata, internacionalista e general do Exército Angolano, uma das mais importantes lideranças da União Nacional para a Independência Total de Angola (UNITA). Ingressou no parlamento angolano em 2006, permanecendo como deputado até 2022.
Classificado entre os "homens fortes da UNITA", foi considerado um "savimbista sólido" — tal como António Dembo e Abel Chivukuvuku —, parte do parte do círculo de confiança de Jonas Savimbi, um dos poucos referenciais do pensamento nacionalista de esquerda após a adoção integral da retórica anticomunista pelo partido durante a década de 1980.
Participou da Guerra Civil Angolana como general do braço armado da UNITA, as Forças Armadas de Libertação de Angola (FALA). Tornou-se líder da UNITA em 2002, desempenhando um papel central nas negociações de paz com as autoridades angolanas para acabar com a guerra e legalizar a UNITA.

## Biografia
Armindo Lucas Paulo Lukamba nasceu no Bailundo em 13 de maio de 1954. Seu pai era Zacarias Sanjolomba Paulo Lukamba e sua mãe Luísa Lussinga Lukamba. Fez seus estudos primários e secundários na cidade do Huambo.
Lukamba Gato juntou-se à UNITA em 1974 durante o processo da revolução dos Cravos que ocorria em Portugal. Sua primeira função no partido foi como vice-chefe do Depertamento de Pessoal da Base Central de Massivi, em 1975.
Em agosto de 1975 foi enviado para Cambândua para chefiar uma unidade especial das FALA que lutou nas etapas finais da independência angolana, participando também dos embates da guerra civil subsequente. Em 1978 foi nomeado vice-comandante para a inteligência militar na Frente Central.
Em 1979 foi designado para trabalhar como secretário da informação na ala jovem do partido, a Juventude Unida Revolucionária de Angola (JURA). Em seguida foi eleito secretário-geral da JURA e membro do Comité Central da UNITA. Em 1980 foi nomeado diretor do gabinete do presidente da UNITA, Jonas Savimbi.
No V Congresso do partido, em 1982, foi eleito membro do bureau político e chefe da Diretoria-Geral de Pessoal do Comando Operacional Estratégico (COPE). Foi graduado como coronel das FALA na ocasião.
Foi nomeado por Savimbi para servir, de 1983 a 1991, em Paris, na França, como representante-geral da UNITA para a Europa e vice-secretário dos negócios estrangeiros.
Foi designado um dos diplomatas do partido a participar nas negociações sobre a implementação do acordo de paz alcançado em 1994 em Lusaca, negociado em Luanda com os representantes do Estado angolano.
De 1995 até a morte de Jonas Savimbi, em fevereiro de 2002, Lukamba Gato serviu como secretário-geral da UNITA. Após a morte de Savimbi e a subsequente morte do vice-presidente António Dembo apenas alguns dias depois de diabetes e ferimentos de batalha, Lukamba Gato assumiu o controle do partido. Lukamba Gato liderou a UNITA nas negociações que puseram fim à Guerra Civil Angolana a partir de abril de 2002, culminando no Memorando de Entendimento do Luena — complemento aos acordos de paz de Bicesse e Lusaca. Seu feito deu-lhe o epíteto de "co-arquiteto da paz" (com José Eduardo dos Santos) ou "o arquiteto discreto da paz".
Lukamba Gato liderou o partido político UNITA até o 9º Congresso em Viana, Angola, de 24 a 27 de junho de 2003. Disputou as eleições para a presidência partidária com Dinho Chingunji e Isaías Samakuva. Terminou as eleições em segundo lugar, sendo derrotado por Isaías Samakuva. Sua derrota seria atribída a uma persistente noção tribal ainda vigente no seio da UNITA em 2003, dado que era um ovimbundo proveniente do Huambo e não do Bié.
Após deixar o comando da UNITA, passou a ser integrado como general nas Forças Armadas Angolanas, em 2004. Em 2005, por críticas à nova liderança partidária por falta de compromissos democráticos, chegou a ser suspenso (juntamente com Jorge Valentim) da UNITA por 30 dias. Em 2006 passou a ocupar uma cadeira de deputado da UNITA da Assembleia Nacional na condição de suplente, como parte do Memorando de Entendimento do Luena.
Lukamba Gato foi o quinto candidato na lista da UNITA para o círculo nacional nas eleições parlamentares de setembro de 2008. Foi um dos 16 candidatos da UNITA a ganhar assentos nas eleições. Foi reeleito em 2012 e 2017.
Ao final da década de 2010 formou-se em relações internacionais pela Universidade Internacional Atlântica, em Honolulu, Havaí.
Não foi inscrito na lista da UNITA para as eleições gerais de Angola de 2022, sendo designado coordenador-geral da campanha do partido e da plataforma eleitoral Frente Patriótica Unida. Assim, após muitos anos no parlamento, Lukamba Gato ficou sem titularidade de uma cadeira legislativa.